# 宋秉謙
宋秉謙，雲南省臨安府石屏州人，清朝政治人物、進士出身。
光緒六年（1880年），参加庚辰科殿試，登進士二甲第130名。同年五月，著分部學習。